# Mercury Lounge
El Mercury Lounge és una sala d'espectacles, situada al 217 East Houston, entre Ludlow i Essex, a la frontera del Lower East Side i de l'East Village a New York. Està situat al primer pis d'un edifici que, al passat, allotjava els criats de l'Astor Mansion, connectant-hi per un laberint subterrani. El Garfein Restaurant ha ocupat aquest local a la primera part del segle xx, i de 1933 a 1993, l'indret era ocupat per un venedor de làpides. Avui, és una sala de concerts. Encara s'hi troben vestigis de la botiga de làpides, com la làpida incorporada al mur de la sala.

## Concerts
Entre els artistes cèlebres que s'han vist en aquesta sala es poden destacar per exemple, Lou Reed, Joan Jett, Bikini Kill, Jeff Buckley, Jimmy Chamberlin (13 gener de 2005), The Strokes, Tony Bennett, Band-Maid o fins i tot els Dandy Warhols.